# Le Tartuffe (Roger Planchon)
Pour l’article homonyme, voir Le Tartuffe ou l'Imposteur.
Le Tartuffe, pièce écrite par Molière en 1669 est mise en scène en 1964, par Roger Planchon. 
Cette mise en scène est montée au théâtre de l'Odéon par le Théâtre de la Cité en 1964 à partir de la pièce créée par Planchon en 1964 avec la troupe du Théâtre de la Cité de Villeurbanne. Les décors et costumes sont de René Allio et la musique de Claude Lochy. Elle est reprise dans la Cour d'honneur du palais des papes lors du 21e festival d'Avignon en juillet 1967.

## Mise en scène et distribution
Roger Planchon explique que sa pièce est une reprise qu'il a dû adapter au cadre d'Avignon avec, par exemple, un dispositif destiné à une scène fumée.
| Mise en scène                 | Direction                     | Musique      | Décor et costumes | Comédiens |
| ----------------------------- | ----------------------------- | ------------ | ----------------- | --- |
| Roger Planchon Jacques Rosner | Roger Planchon Jacques Rosner | Claude Lochy | René Allio        | Comédiens de la compagnie du Théâtre de Villeurbanne : Jacques Debary (Orgon, mari d'Elmire) Claude Brasseur (Damis, fils d'Orgon) Colette Dompietrini (Marianne, fille d'Orgon, amante de Valère) Gérard Guillaumet (Cléante, beau-frère d'Orgon) Michel Aiselin (Tartuffe, faux dévôt) Françoise Seigner (Dorine, suivante de Marianne) Claude Lochy (M. Loyal, sergent) Pierre Lerumeur (un exempt) Anouk Ferjac (Elmire, femme d'Orgon) Yves Lefebvre (Valère, amante de Marianne) Lucienne Lemarchand (Mme Pernelle, mère d'Orgon) Isabelle Sadoyan (Flipote, servante de Mme Pernelle) Gilles Chavassieux (Laurent, valet de Tartuffe) |

## Adaptation de la pièce
Le Tartuffe de Roger Planchon est joué dans la Cour d'honneur du palais des papes. Planchon décrit ce lieu comme « un vrai théâtre clos sur quatre faces et ouvert sur le ciel ». D'ailleurs certains journaux diront même que la Cour d'honneur met en valeur tout ce qu'il présente, avec une mise en scène adaptée au grand air bénéficiant d'un dispositif scénique de René Allio digne du cadre du palais et de l’œuvre.
Pour représenter cette pièce, Roger Planchon est parti sur des bases solides en situant les personnages en fonction de leurs déclarations et de leurs actions propres. L’interprétation de la pièce qui est quasiment le jeu de Jacques Debary peut parfois surprendre ; ce jeu est en réalité dans les voies tracées par le metteur en scène Michel Auclair et traduit le Tartuffe opportuniste révélé plus par les événements que par ses vues propres. Quant au travail des comédiens, il est en tous points admirable.
Le Tartuffe est interprété comme une pièce où la mise en scène est intelligente, équilibrée et limpide où chaque geste éclaire les dialogues, et où les rapports entre les personnages rend aisée et passionnante la lecture de l’œuvre.
C'est la première fois dans l'histoire du théâtre français où le héros a un différend avec le pouvoir. Il a un accord avec ce pouvoir, mais il garde des contacts avec un extrémiste.

## Interprétation de la pièce et critiques
Le Tartuffe de Roger Planchon a généré beaucoup de critiques positives dans les journaux : « Voilà enfin désocialisé la marge brillante de l'expression théâtrale. Nous avons assisté à un spectacle d'une richesse, d'une intelligence admirable ». D'autres critiques plus négatives lui ont reproché d'avoir rompu avec la tradition et de poser Tartuffe sur un plan religieux, ce à quoi Planchon réplique en se refusant à poser Tartuffe sur le plan religieux : « Ce texte n'a aucune ride. Quand nous l'avons montée, on nous a dit que nous nous éloignions de la tradition. Mais en parcourant l'histoire de la mise en scène, je me suis aperçu qu'à la Comédie Française cette pièce changeait de sens tous les vingt ans. Il y a une époque où Tartuffe était considéré comme un vilain athée...vingt ans après, il est devenu un bon catholique… Puis chrétien déchiré. » Planchon affirme aussi que l'interpénétration des sentiments avec leurs idéologies est le plus frappant dans cette pièce.
Dans sa pièce Roger Planchon recherche le dualisme sur deux plans, c'est-à-dire, celui de l'histoire et celui de la psychologie individuelle.
Roger Planchon est un directeur qui travaille sans cesse, de ce fait il est comparé parfois comme un sculpteur qui est sûr de lui et sait ce qu'il veut.
Le triomphe de cette pièce est indiscutable selon les critiques :
- « Le succès en Avignon de son Tartuffe est dû en grande partie à cette clarté, née de l’étude et exprimée dans le concret[5] ».
- « Le Tartuffe de Planchon connaît dans la cour d’honneur un indiscutable succès[10] ».
- « La pièce est interprétée comme très intéressante d'un point de vue historique, politique et social[11] ».